# 城区 (汕尾市)
城区是中华人民共和国广东省汕尾市下辖的一个市辖区。面积421平方公里，区人民政府驻香洲街道香城路。

## 歷史沿革
汕尾建市之前，城区轄地原属海丰县。1988年1月，经国务院批准，在原海丰、陆丰两县的行政区域上设置地级汕尾市，并析海丰县南部沿海的汕尾、红草、马宫、东涌、田墘、捷胜、遮浪7镇建置城区。

## 行政区划
城区下辖7个街道办事处、3个镇：
新港街道、香洲街道、凤山街道、田墘街道、东洲街道、遮浪街道、马宫街道、红草镇、东涌镇和捷胜镇。
其中，遮浪街道东沙群岛未实际管控，由中華民國高雄市旗津區實際管理。

## 人口
根据第七次全国人口普查数据，截至2020年11月1日零时，城区常住人口为394593人。

## 交通

### 公路
- 沈海高速、 236国道

### 鐵路
- 汕尾站：廈深鐵路

## 风景名胜
- 凤山祖庙